# Böhlaustraße 7/9 (Weimar)
Das Haus Böhlaustraße 7/9 ist ein Wohnhaus in der Weimarer Westvorstadt. Es befindet sich an der Ecke der Cranachstraße.
Die Wohnanlage hat einen U-förmigen Grundriss, der sich zur Hofseite hin öffnet. Die Fassaden der Flügel sind nicht identisch. Während die eine eine glatte Fassade aufweist, hat die andere einen Dreiecksgiebel am Dach. Die Walmdächer haben sowohl zur Straßenseite als auch zur Hofseite hin Dachgauben. Die das Straßenbild prägende Wohnanlage ist dem Art déco zuzuordnen. Sie entstand 1925 im Rahmen des vom Land Thüringen getragenen Programms zur Schaffung von Wohnraum für Landesbedienstete. Der Entwurf kam von Jakob Schrammen.
Die Böhlaustraße 2 ist die Kreuzkirche (Weimar). Den Namen der Schriftstellerin Helene Böhlau (1859–1940) erhielt die Anliegerstraße 1935, die an der William-Shakespeare-Straße beginnt und im Stadtteil Schönblick an der Straße Am Schönblick endet, über die sie wiederum mit der Windmühlenstraße verbunden ist. Die Böhlaustraße 4 ist eine Kindertagesstätte, genannt Benjamin Blümchen. Die Wohnanlage steht auf der Liste der Kulturdenkmale in Weimar (Einzeldenkmale).